# Joanna (Carolina del Sur)
Joanna es un lugar designado por el censo ubicado en el condado de Laurens, en el estado estadounidense de Carolina del Sur. La localidad en el año 2000 tiene una población de 1.609 habitantes en una superficie de 8.2 km², con una densidad poblacional de 197.2 personas por km². Es parte de la Greenville-Mauldin-Easley.
La ciudad fue en un tiempo llamado Goldsville.

## Geografía
Joanna se encuentra ubicado en las coordenadas 34°24′53″N 81°48′51″O / 34.414668, -81.814229. Según la Oficina del Censo, el pueblo tiene un área total de 8,2 km² (3,2 mi²), de la cual 8,2 km² (3,2 mi²) es tierra y 0 km² (0 mi²) (0.0%) es agua.
El siguiente diagrama muestra a las localidades en un radio de 24 kilómetros (14,9 mi) de Joanna.

## Demografía
En el 2000 la renta per cápita promedia del hogar era de $27.891, y el ingreso promedio para una familia era de $35.000. El ingreso per cápita para la localidad era de $14.500. En 2000 los hombres tenían un ingreso per cápita de $27.271 contra $19.338 para las mujeres. Alrededor del 16.0% de la población estaba bajo el umbral de pobreza nacional. 